# Långgärdet
Långgärdet är en by i Östervåla socken, Heby kommun.
Långgärdet omtalas i dokument första gången 1541 ("Longagerda"). I de äldsta jordeböckerna utgör Långgärdet en skatteutjord till Gästbo, men räknas senare senare som ett halvt mantal skattetorp, först som 1 öresland och 8 penningland, senare som 1 öresland 12 penningland. 1569 räknas det som öde.
Bland bebyggelser på ägorna märks torpet Boda, uppfört på 1890-talet samt torpet Norrviken, även det uppfört på 1890-talet norr om byn.